# Varkenspootbuideldas
De varkenspootbuideldas (Chaeropus ecaudatus) is een uitgestorven buideldas die voorkwam in de steppen van Midden-Australië. De wetenschappelijke naam van de soort werd voor het eerst geldig gepubliceerd door William Ogilby in 1838. Dit dier is in 1901 voor het laatst met zekerheid gevonden, maar tot in de jaren 1950 was het dier bekend bij Aboriginals.

## Kenmerken
De varkenspootbuideldas was een kleine, fijn gebouwde buideldas met hoge poten. De bovenkant van het lichaam was grijsachtig en liep via de oranjebruine flanken over tot de lichtbruine onderkant. De korte, smalle staart bevatte aan de bovenkant een rij donkere haren. De voorvoet had slechts twee functionele tenen, de derde en de vierde (de eerste en vijfde teen zijn afwezig en de tweede is minuscuul), zodat de voet eruitzag als de hoef van een hoefdier. Alleen de vierde teen aan de achtervoet werd voor de voortbeweging gebruikt; de eerste teen was afwezig, de vijfde minuscuul en de tweede en de derde teen waren vergroeid. De kop-romplengte bedroeg 230 tot 260 millimeter, de staartlengte 100 tot 150 millimeter en het gewicht zo'n 200 gram.

## Leefwijze
De varkenspootbuideldas was 's nachts actief en vond overdag beschutting in een nest van gras in dichte vegetatie. Deze soort was minstens gedeeltelijk herbivoor.

## Taxonomie
De varkenspootbuideldas `werd lange tijd als de enige soort van het geslacht Chaeropus en de familie Chaeropodidae gerekend, maar in 2019 werd een tweede soort beschreven: Chaeropus yirratji. Volgens genetische gegevens vormde dit dier de zustergroep van alle andere buideldassen. In oudere indelingen werd deze soort in de familie Peramelidae geplaatst, de echte buideldassen.